# Just like Heaven (singolo)
Just like Heaven è un brano musicale del gruppo musicale britannico alternative rock The Cure. Il gruppo ha scritto gran parte del brano durante le sessioni per la registrazione dell'album Kiss Me Kiss Me Kiss Me nel sud della Francia nel 1987. Il testo è stato scritto dal frontman del gruppo Robert Smith, che aveva tratto ispirazione da un viaggio passato in riva al mare con la sua futura moglie. Prima che Smith avesse completato il testo, una versione strumentale del brano è stata utilizzata come tema musicale del programma televisivo francese Les Enfants du Rock.

## Descrizione
Just like Heaven è stato il terzo singolo estratto dall'album del 1987 Kiss Me Kiss Me Kiss Me, mentre i ricordi del viaggio di Smith hanno costituito le basi per il video musicale che accompagnava la canzone diretto da Tim Pope. Oltre ad essere l'ennesimo brano nella top 40 del Regno Unito, dove raggiunse la ventinovesima posizione, il brano è stato il primo successo americano dei Cure negli Stati Uniti, dove nel 1988 ha raggiunto la quarantesima posizione della classifica Billboard Hot 100. Just like Heaven è stato oggetto di numerose cover nel corso degli anni, da parte di artisti come Dinosaur Jr. e Katie Melua. Robert Smith ha detto che considera Just like Heaven una delle canzoni più forti del gruppo.
Il brano ha ispirato il nome, oltre ad essere nella colonna sonora, del film del 2005 Se solo fosse vero (Just like Heaven in lingua originale). Nel 2004 la rivista Rolling Stone ha posizionato il brano alla posizione numero 483 della "Lista delle 500 migliori canzoni". Nel 2005 Entertainment Weekly ha posizionato Just like Heaven alla venticinquesima posizione della lista "Le 50 più grandi canzoni d'amore". L'anno seguente, il brano è stato posizionato alla ventiduesima posizione del sondaggio condotto da VH1 delle "100 più grandi canzoni degli anni ottanta".

## Tracce
7" - Fiction / Fics 27 (UK)
1. Just like Heaven [edited remix] (3:17)
2. Snow in Summer (3:26)

7" - Elektra / 7 69443 (U.S.)
1. Just like Heaven [edited remix] (3:17)
2. Breathe (4:47)

12" - Fiction / Ficsx 27 (UK)
1. Just like Heaven [remix] (3:29)
2. Snow in Summer (3:26)
3. Sugar Girl (3:14)

- Pubblicato anche su CD Fixcd 27

12" - Elektra / 0 66793 (U.S.)
1. Just like Heaven [remix] (3:29)
2. Breathe (4:47)
3. A Chain of Flowers (4:55)

## Classifiche
| Classifica (1987)         | Posizione più alta |
| ------------------------- | ------------------ |
| French Singles Chart      | 33                 |
| Dutch Top 100             | 82                 |
| New Zealand Singles Chart | 31                 |
| Official Singles Chart    | 29                 |
| U.S. Billboard Hot 100    | 40                 |